# Landsverk L-60
Der Landsverk L-60 war ein leichter schwedischer Panzer aus den 1930er- bis 1940er-Jahren.

## Geschichte
Der leichte Panzer war eine Entwicklung auf Basis des Anfang der 1930er-Jahre von dem deutschen Ingenieur Joseph Vollmer entwickelten Landsverk L-10 (Stridsvagn m/31). Vollmer hatte zuvor den ersten deutschen Panzer (A7V) konstruiert und war zu diesem Zeitpunkt Mitinhaber der Deutschen Automobil-Construktionsgesellschaft (DAC). Bis 1936 wurden von dieser Fahrzeuge und Motoren konstruiert und als komplette Werkszeichnung gegen Lizenzzahlung an Kraftfahrzeug- und Motorenfabriken verkauft. Die AB Landsverk in Landskrona gehörten der Gutehoffnungshütte mit Sitz in Oberhausen. Chefkonstrukteur war zu diesem Zeitpunkt der deutsche Ingenieur Otto Merker. Der L-60 stellte die erste Eigenkonstruktion als Panzer von AB Landsverk dar.
Der Landsverk L-60 besaß eine geschweißte Wanne und geneigte Frontpanzerplatten. Seine Bewaffnung bestand aus einer Kanone im Kaliber 20 × 120 mm Madsen  und einem MG. Zwei Stück wurden nach Irland exportiert, wo das Irische Heer sie bis in die späten 1960er-Jahre einsetzte. Ein Exemplar wurde 1937 nach Österreich geliefert. In Ungarn wurde der L-60B in Lizenz produziert und von MÁVAG zum 38M Toldi adaptiert. Der L-60 war hinsichtlich seiner Bewaffnung mit dem deutschen Panzerkampfwagen II vergleichbar.

## Einsatz in Schweden
Die schwedischen Streitkräfte führten die verbesserte Version L-60 S I als Stridsvagn m/38 (Strv m/38) ein. Weitere Verbesserungen führten über den Stridsvagn m/39 (Strv m/39) zum Stridsvagn m/40 (Strv m/40). Die insgesamt 216 Panzer wurden in den Kompanien mit leichten Panzern in den Panzerbrigaden bis 1957 verwendet.

### Varianten des L-60 S
- L-60 S/I (Strv m/38) – 16 Stück gebaut 1938–1939.

Gewicht 8,7 t; Panzerung 6–15 mm; Bewaffnung 37-mm-Kanone m/38 und ein 8-mm-MG m/36 strv; ein Ottomotor Scania-Vabis Typ 1664 104 kW (142 PS)
- L-60 S/II (Strv m/39) – 20 Stück gebaut, 1940.

Mit Zusatzpanzerung sowie geändertem Turm (Kanone mit Blende und zwei MG) Gewicht 8,7 t (8,95 t); Panzerung 6–15 mm (6–50 mm); Bewaffnung 37-mm-Kanone m/38 und zwei 8-mm-MG m/36 strv; ein Otto-Motor Scania-Vabis Typ 1664 104 kW (142 PS)
- L-60 S/III (Strv m/40L) – 100 Stück gebaut, 1941–1942.

Mit Zusatzpanzerung sowie geändertem Turm (Kanone mit Blende und zwei MG) Gewicht 9,1 t (9,4 t); Panzerung 4–15 mm (4–50 mm); Bewaffnung 37-mm-Kanone m/38 und zwei 8-mm-MG m/39 strv; ein Otto-Motor Scania-Vabis Typ 1664 104 kW (142 PS)
- L-60 S/IV nicht gebaut

- L-60 S/V (Strv m/40K) – 80 von Karlstads Mekaniska Verkstad als Lizenznehmer gebaut, 1944.

Mit homogener Panzerung sowie geändertem Turm (Kanone mit Blende und zwei MG), Gewicht 10,9 t; Panzerung 4–50 mm; Bewaffnung 37-mm-Kanone m/38 und zwei 8-mm-MG m/39 strv; ein Otto-Motor Scania-Vabis Typ L 603 119 kW (160 PS)

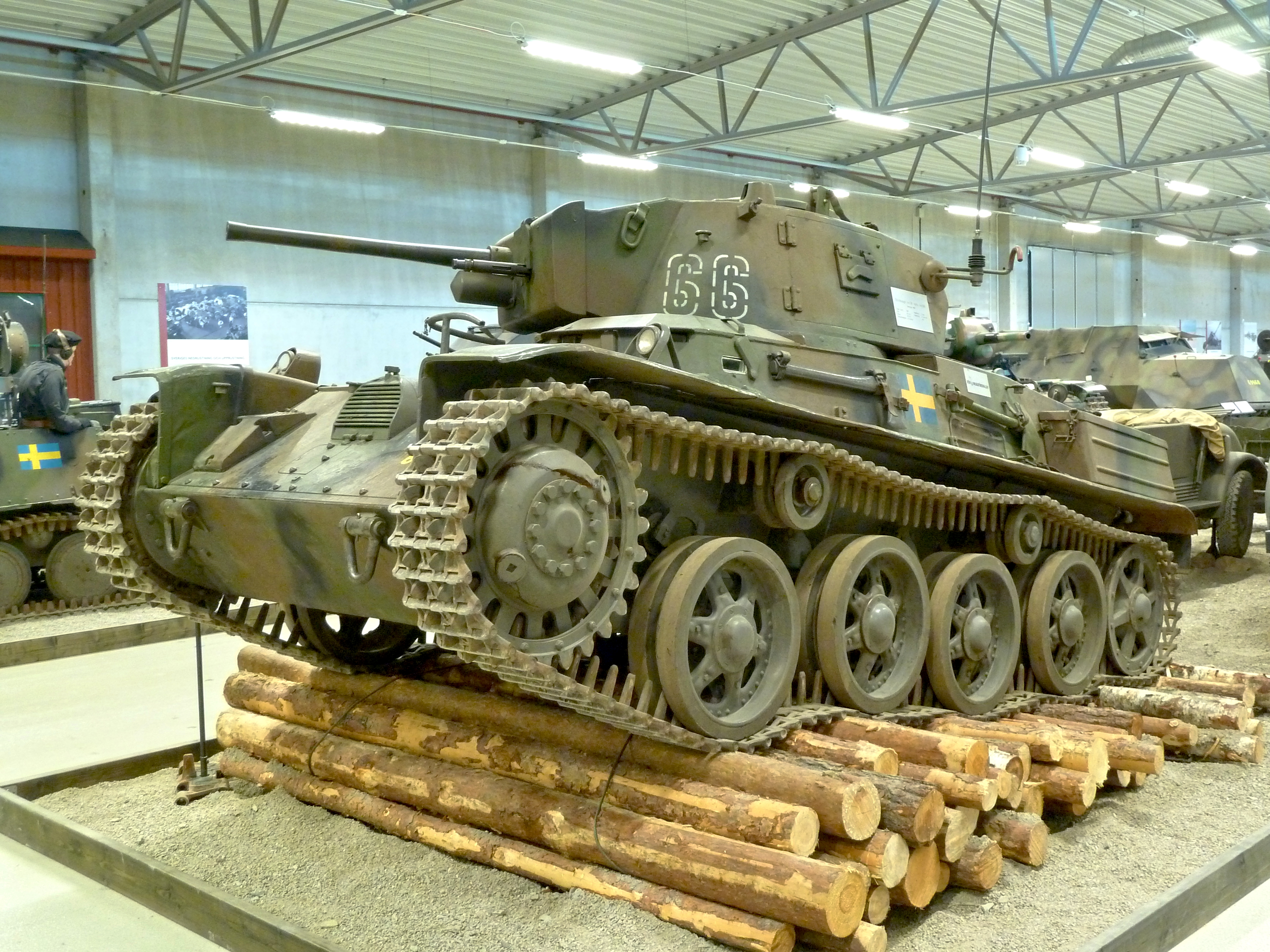
Strv m/38 (L-60 S/I)
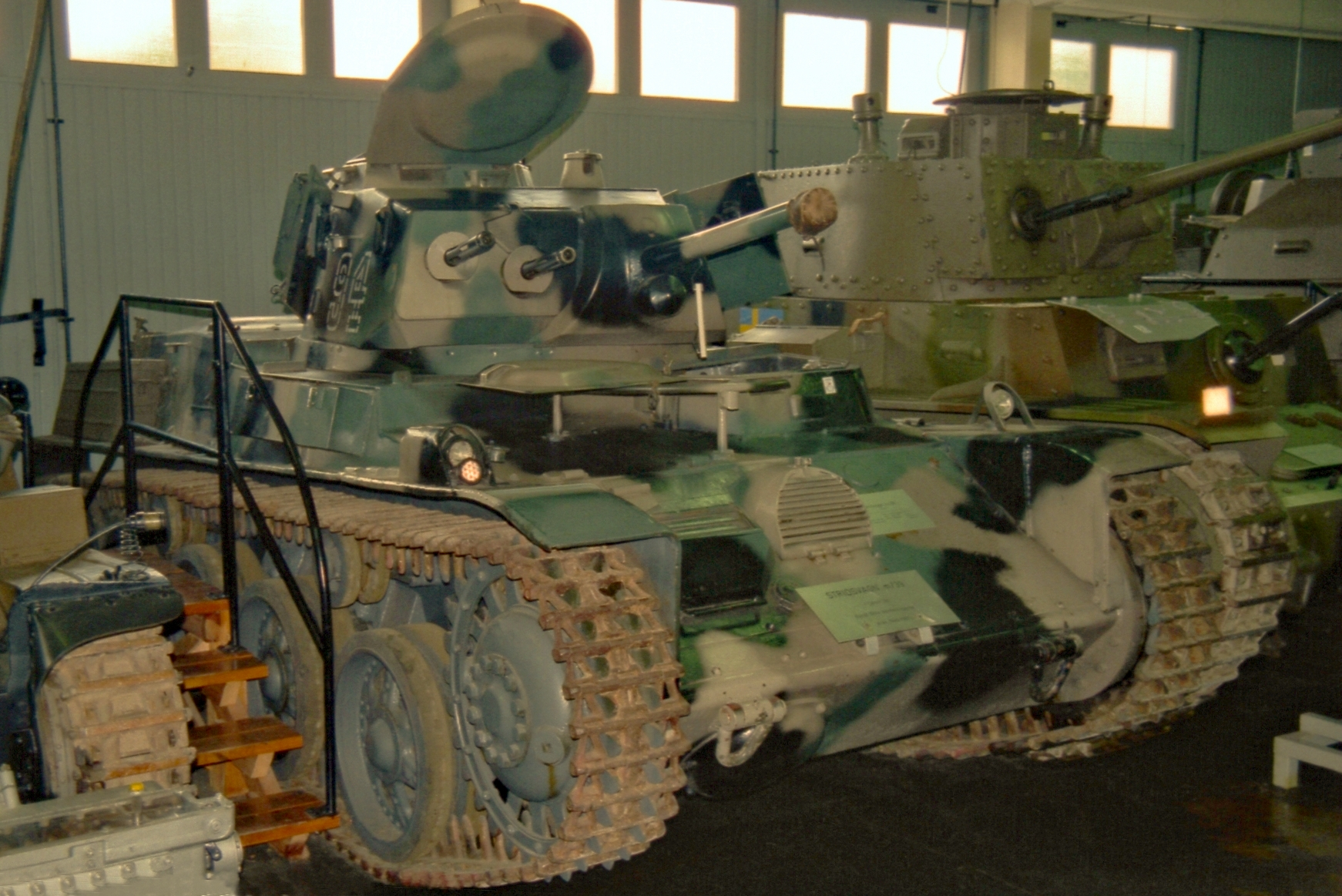
Strv m/39 (L-60 S/II)
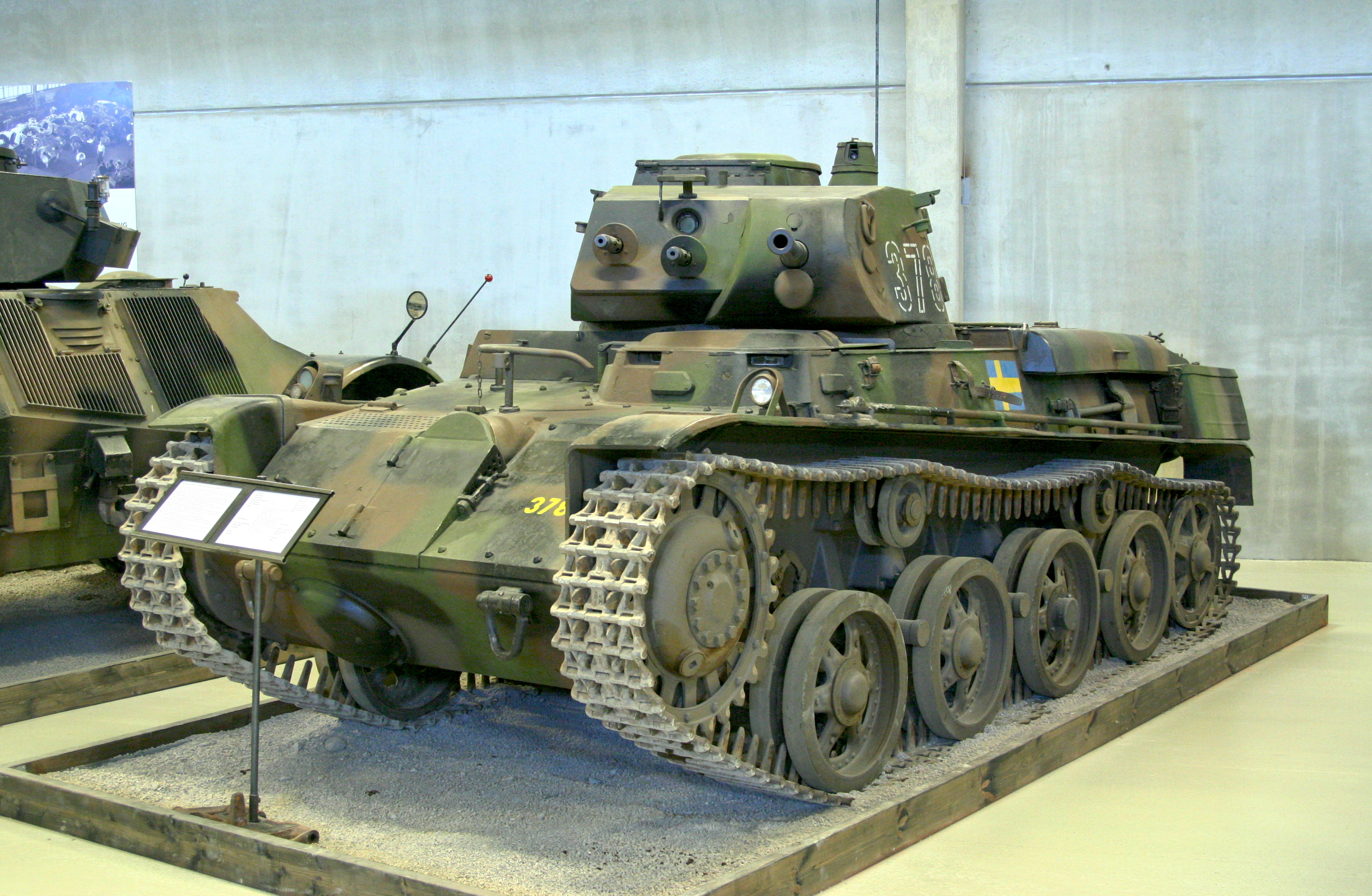
Strv m/40L (L-60 S/III)
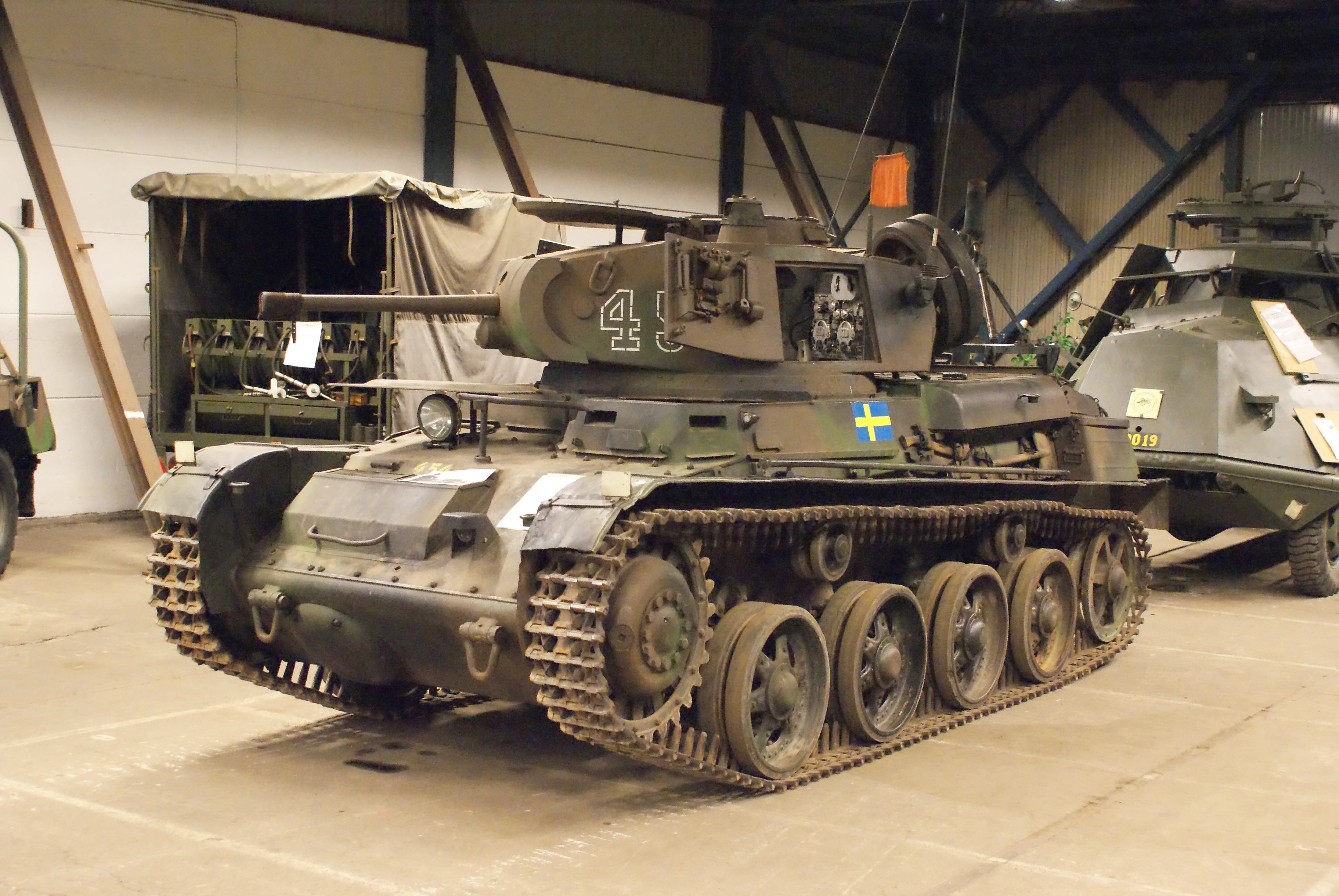
Strv m/40K (L-60 S/V)

### Technische Daten
| Technische Daten der Versionen des Landsverk L-60 |                          |                                             |                                             |                                             |                                             |
|                                                   | L-60                     | Strv m/38                                   | Strv m/39                                   | Strv m/40L                                  | Strv m/40K                                  |
| 0Allgemeine Eigenschaften                         |                          |                                             |                                             |                                             |                                             |
| Gewicht                                           | 6,9 t                    | 8,7 t                                       | 8,7 t – 8,95 t                              | 9,11 t – 9,36 t                             | 10,9 t                                      |
| Länge                                             | 4,60 m                   | 4,80 m                                      | 4,80 m                                      | 4,90 m                                      | 4,97 m                                      |
| Breite                                            | 2,00 m                   | 2,08 m                                      | 2,08 m                                      | 2,08 m                                      | 2,08 m                                      |
| Höhe                                              | 2,08 m                   | 2,05 m                                      | 2,05 m                                      | 2,05 m                                      | 2,13 m                                      |
| Besatzung                                         | 3                        | 3                                           | 3                                           | 3                                           | 3                                           |
| Baujahr                                           | 1936–1937                | 1938–1939                                   | 1940                                        | 1941–1942                                   | 1944                                        |
| Stückzahl                                         | ca. 5                    | 16                                          | 20                                          | 100                                         | 80                                          |
| Bewaffnung                                        | 1 × 20-mm-Kanone 1 × MG  | 1 × 37-mm-Kanone m/38 2 × 8-mm-MG m/36 strv | 1 × 37-mm-Kanone m/38 2 × 8-mm-MG m/36 strv | 1 × 37-mm-Kanone m/38 2 × 8-mm-MG m/39 strv | 1 × 37-mm-Kanone m/38 2 × 8-mm-MG m/39 strv |
| Panzerung                                         |                          |                                             |                                             |                                             |                                             |
| Panzerstärken (mit Zusatzpanzerung)               | bis 13 mm                | 6–15 mm                                     | 6–15 mm (6–50 mm)                           | 4–15 mm (4–50 mm)                           | 4–50 mm                                     |
| Beweglichkeit                                     |                          |                                             |                                             |                                             |                                             |
| Motor                                             | 1 × Büssing-V8 Ottomotor | 1 × Scania-Vabis Typ 1664 Ottomotor         | 1 × Scania-Vabis Typ 1664 Ottomotor         | 1 × Scania-Vabis Typ 1664 Ottomotor         | 1 × Scania-Vabis Typ L 603 Ottomotor        |
| Leistung                                          | 160 PS (119 kW)          | 142 PS (104 kW)                             | 142 PS (104 kW)                             | 142 PS (104 kW)                             | 160 PS (119 kW)                             |
| Gewichtsbezogene Leistung                         | 23,2 PS/t                | 16,3 PS/t                                   | 15,9 PS/t                                   | 15,2 PS/t                                   | 14,7 PS/t                                   |
| Höchstgeschwindigkeit                             | 45 km/h                  | 46 km/h                                     | 45 km/h                                     | 45 km/h                                     | 45 km/h                                     |

## Einsatz in der Dominikanischen Republik
Zwanzig Fahrzeuge des Stridsvagn m/40L wurden 1960 an die Dominikanische Republik verkauft, wo sie bis Mitte der 1970er-Jahre im Dienst standen.

## Abarten
Als Abarten des L-60 entstanden, mit verlängerter Wanne, die Flakpanzer Landsverk L-62 Anti II, der Luftvärnskanonvagn fm/43 (Lvkn fm/43) und der Luftvärnskanonvagn 42 (Lvkv 42). Der L-62 war mit einer 40-mm-Einzelflak Bofors 40 ItK/38 im oben offenen Drehturm bewaffnet, von ihm wurden im Jahre 1942 sechs Stück an Finnland geliefert. In Ungarn wurde der L-62 in Lizenz produziert und zum 40M Nimrod adaptiert. Der Lvkn fm/43 besaß, im ebenfalls oben offenen Drehturm, als Bewaffnung eine 40-mm-Zwillingsflak Bofors m/36-43 und wurde ab 1947 mit einer Stückzahl von 17 Fahrzeugen bei den schwedischen Streitkräften eingeführt. Der Lvkv 42 aus dem Jahre 1954 war ein Versuchswagen, mit 40-mm-Einzelflak bewaffnet.

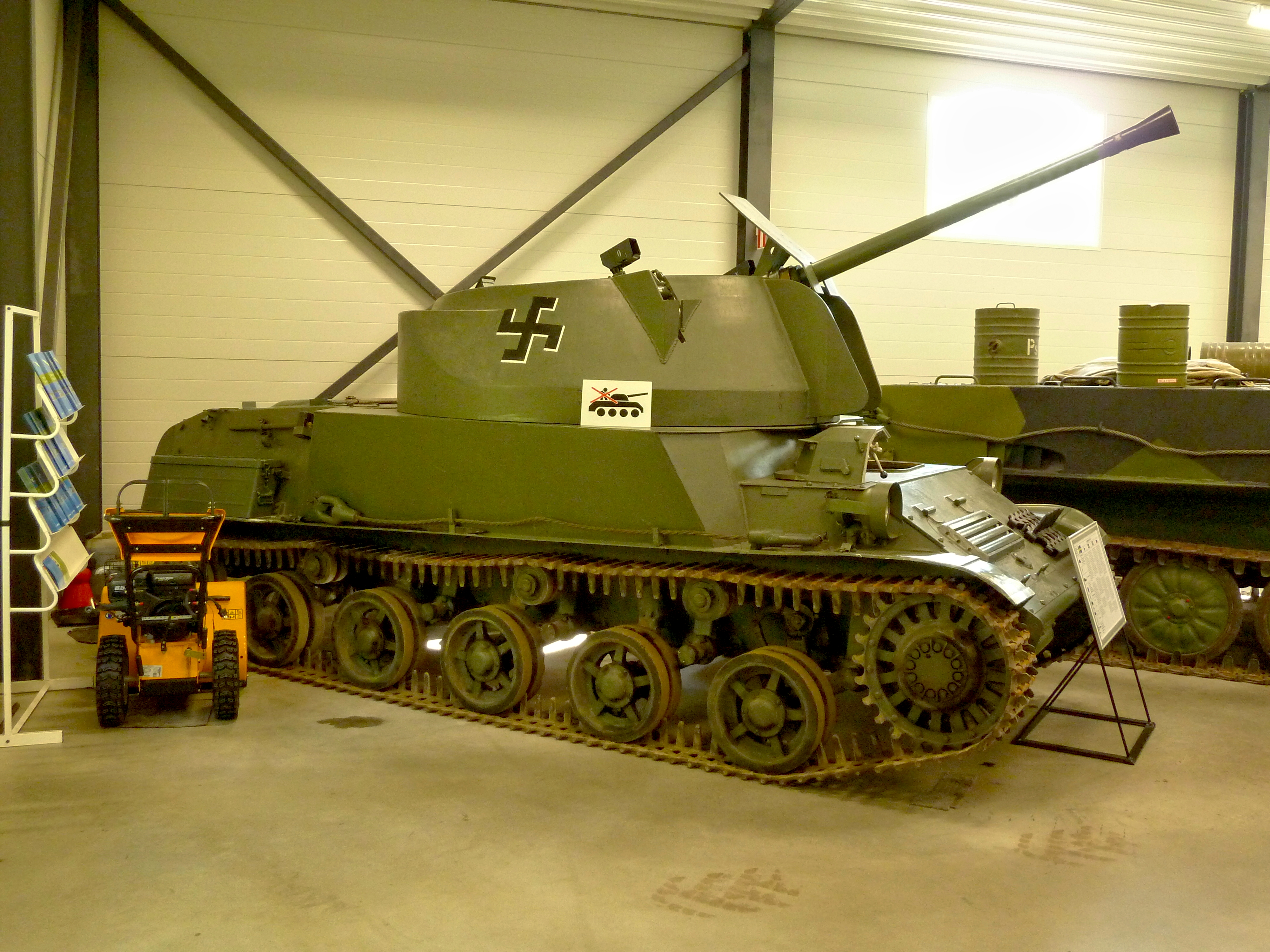
Landsverk L-62 „ANTI II“ in Parola
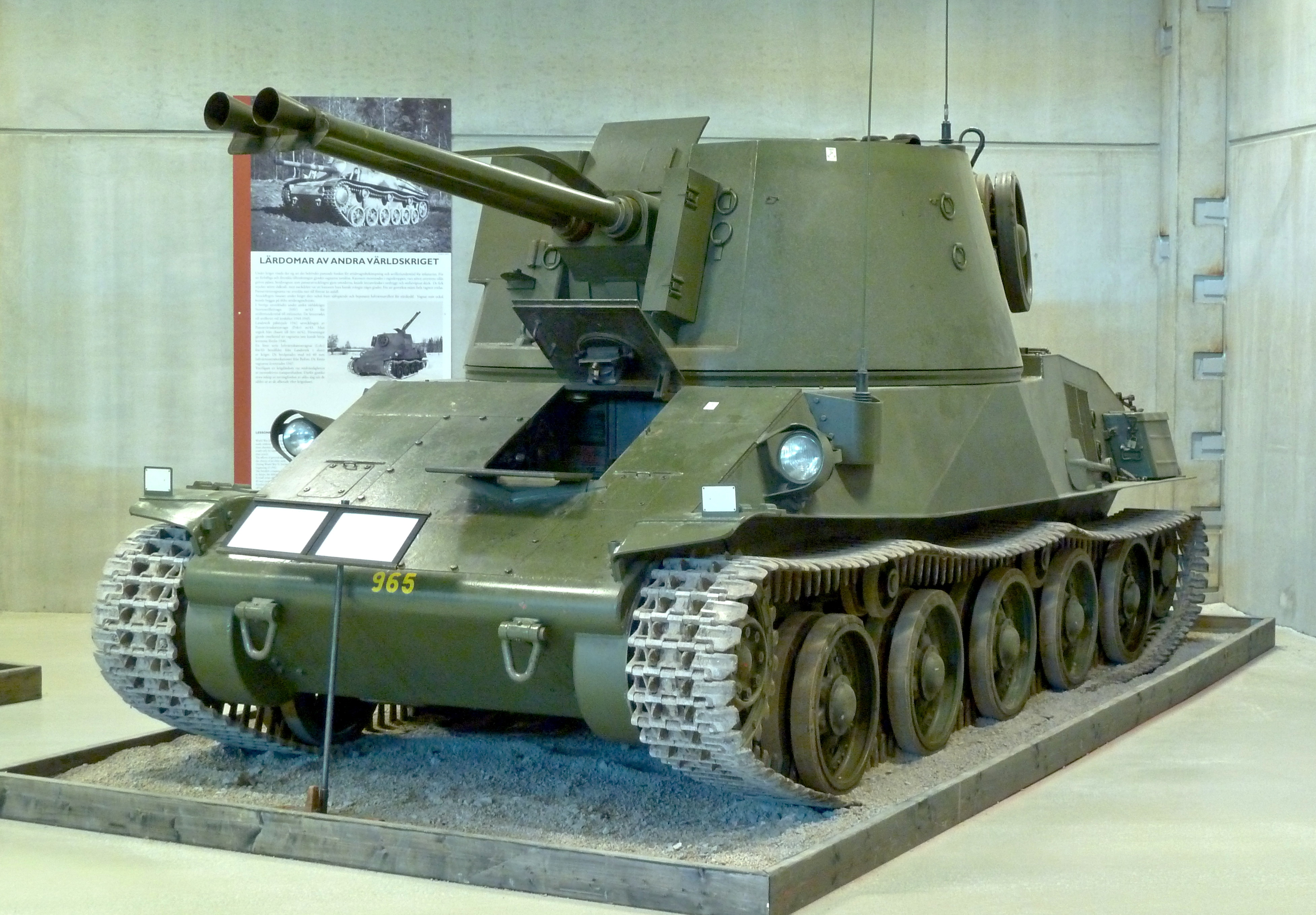
Luftvärnskanonvagn fm/43 in Strängnäs